# Franciliana
La Franciliana o La Francilina en francés: Francilienne) es el nombre de una red viaria de ejes rápidos de 160 kilómetros de longitud que forman el tercer anillo de circunvalación de París. Los otros don son:
- Bulevar Periférico de París
- Autopista francesa A86
- Grand contournement de París

Lleva el nombre del gentilicio que corresponde a la región de la Isla de Francia.

## Historia
Iniciado en los años 1970 el proyecto preveía construir una red de autovías a unos 25 kilómetros de París permitiendo la circunvalación de la ciudad y conectando los nuevos barrios de las afueras de París. La construcción no está terminada, ya que la ruta termina en Cergy-Pontoise en el oeste de París. Faltan 10 kilómetros entre Méry-sur-Oise y la autopista A13 y con Saint-Quentin-en-Yvelines. Está previsto terminar este última parte entre 2011 y 2015. La ruta sigue en gran parte el itinerario del N104 y N184.

## Recorrido

### Tramo norte
Largo de 40 kilómetros la ruta pasa por la RN184 (vía rápida), la RN104 (vía rápida) y por las autopistas A15 y A1.
- N184 , de Cergy à Villiers-Adam ;
- N104 , de Villiers-Adam à Épiais-lès-Louvres ;
- A1 , de Épiais-lès-Louvres à Gonesse ;

### Tramo este
Largo de aproximadamente 59 kilómetros la ruta sigue por las autopistas A104 (llamado la francillienne), la A15 y la A1.

### Tramo sur
El tramo sur de la ruta, de una longitud de aproximadamente 59 kilómetros sigue el mismo recorrido que la RN104 y unos cortos tramos de las autopistas A10, A6 y A5.

### Tramo oeste

#### Prolongación desde Cergy
En agosto de 2011 el gobierno decidió prolongar la autopista A104 hasta Achères y Orgeval. Una segunda fase incluye un tramo entre Orgeval hasta la autopista A13, donde habrá el intercambiador más grande de Europa. El recorrido del tramo en construcción es;
- Norte (8,5 km): una vía rápida nueva entre Méry-sur-Oise y  Éragny-sur-Oise.
- Centro 1 (3,5 km): modernización del actual  N184  en vía rápida entre Éragny-sur-Oise et le Norte del bosque de Saint-Germain-en-Laye.
- Centro 2 (5 km): modernización de varios tramos de carretera existente entre le Norte del bosque de Saint-Germain-en-Laye y el Bucle de Chanteloup (intercambiador con la RD22) :

- la RD30 modernizado entre la  N184  y el oeste d'Achères ;
- la futura vía departamental Este-Oeste (con un puente nuevo sobre la Sena, el « puente d'Achères ») entre la RD30 cerca de Achères y la A104 en el Bucle de Chanteloup.

- Sur (5,5 km): una vía rápida nueva entre el Bucle de Chanteloup y el intercambiador de Orgeval, y la modernización de tramos del RN184 y RD30

#### Prolongación Orgeval hasta Marcoussis
Una orden judicial en 2006 paralizó las obras. Los habitantes de Versalles y del valle de la Chevreuse se han opuesto al tramo necesario entre Marcoussis (Intercambiador con la A10) y Orgeval (intercambiador con la A13). Actualmente no hay fecha para este último tramo.